# Лозки (зупинний пункт)
Ло́зки (біл. Ло́зкі) — пасажирський залізничний зупинний пункт Гомельського відділення Білоруської залізниці на неелектрифікованій лінії Гомель — Калинковичі між станціями Нахов (4,8 км) та Голевиці (9,4 км). Розташований в однойменному селі Лозки Калинковицького району Гомельської області.

## Пасажирське сполучення
На платформі Лозки  приміське сполучення здійснюється поїздами регіональних ліній економ-класу сполученням  Калинковичі — Гомель.